# Treonina
A Treonina (abreviada como Thr ou T) é um dos aminoácidos codificados pelo código genético, sendo portanto um dos componentes das proteínas dos seres vivos. A treonina possui dois centros assimétricos, nos carbonos 2 e 3. A configuração do carbono 2 é S e do carbono 3 é R.
Treonina é o mais abundante aminoácido essencial à proteína imunoglobulina. Auxilia no sistema imunológico, estimula as funções do Timo, uma glândula do corpo humano responsável pela produção de anticorpos, linfócitos T. Existem evidências que a treonina está relacionada à manutenção da imunidade. A dieta deficiente de Treonina em suínos em crescimento como em marrãs gestantes, leva a uma baixa concentração plasmática de anticorpos IgG.
Foi descoberta em 1930 por William Cumming Rose, sendo o último dos vinte aminoácidos proteinogênicos comuns a ser identificado.

## Biossíntense
Como um aminoácido essencial, a treonina não é sintetizada em seres humanos, portanto para suprir o organismo humano deste aminoácido proteínas contendo treonina devem ser ingeridas. Em plantas e microorganismos a treonina é sintetizada a partir do ácido aspártico.

## Nutrição
O nível de treonina deve ser controlado, pois seu nivelamento quanto mais próximo do adequado auxilia na regulação da produção de glicina e serina, os quais são aminoácidos que atuam diretamente na síntese de colágeno, elastina e tecido muscular.
Já que citamos que há um nível ideal, é importante ressaltar que com relação à ingestão, uma pessoa na fase adulta deve ter aproximadamente 20 miligramas de treonina pelo quilo que pesa. Os alimentos que a contém são: filé de peito de peru, alimentos à base de soja, carne de porco, carne bovina, laticínios em geral, com variações de quantidade, fígado, bovino ou de ave, feijão e lentilha, salmão, clara do ovo e camarão.
Em casos de animais, como aves, por exemplo, há pesquisas que demonstram que diferenças nos níveis deste aminoácido alteram as respostas destes organismos quanto à produção e qualidade dos ovos, consumo de ração e conversão alimentar. Ela também ajuda na prevenção da depressão, melhora a cicatrização e fortalece os ossos